# 诺伊波茨
诺伊波茨是德国莱茵兰-普法尔茨州的一个市镇。总面积7.78平方公里，总人口1837人，其中男性936人，女性901人（2011年12月31日），人口密度236人/平方公里。